# Adenanthos
Adenanthos és un gènere d'angiospermes de la família de les proteàcies (Proteaceae). Inclou 33 espècies d'arbusts i petits arbres, 31 dels quals són originaris del sud-oest d'Austràlia occidental.

## Descripció
Les espècies d'Adenanthos varien des de la forma d'arbusts prostrats a arbres de fins a tres metres d'alçària. Són perennes, amb fulles petites i sovint peludes. Tenen glàndules nectàries, en general en la punta; en algunes espècies, però, n'apareixen en tota la superfície de la fulla. Aquestes atrauen les formigues, que fan un paper important en la distribució de les llavors. No tenen grans flors vistoses, sinó menudes, sense lluentor, i s'amaguen en el fullatge, una cosa gens habitual en les proteàcies.

## Distribució i hàbitat
Les espècies es distribueixen àmpliament per tota l'àrea sud-oest d'Austràlia occidental, prop de la costa des de Geraldton a Esperança, i per l'interior en Kalgoorlie. Les dues espècies que es produeixen fora d'aquesta regió són Adenanthos terminal, que s'estén al llarg de la costa sud australiana i a l'oest de Victòria; i Adenanthos macropodianus, que és endèmic de la illa Cangur.

## Etimologia
El nom del gènere prové del grec aden, ('glàndula') i anthos ('flor'), i es refereix a les glàndules de la base de l'ovari.

## Taxonomia
El gènere va ser descrit per Jacques Julien Houtton de la Billardière i publicat en Novae Hollandiae Plantarum Specimen, 1: 28, l'any 1805. L'espècie tipus n'és Adenanthos cuneatus Labill.

## Espècies
- Adenanthos acanthophyllus
- Adenanthos apiculatus
- Adenanthos argyreus
- Adenanthos barbiger
- Adenanthos cacomorphus
- Adenanthos cuneatus
- Adenanthos cygnorum
- Adenanthos detmoldii
- Adenanthos dobagii
- Adenanthos dobsonii
- Adenanthos drummondii
- Adenanthos ellipticus
- Adenanthos eyrei
- Adenanthos filifolius
- Adenanthos flavidiflorus
- Adenanthos forrestii
- Adenanthos glabrescens
- Adenanthos gracilipes
- Adenanthos ileticos
- Adenanthos labillardierei
- Adenanthos linearis
- Adenanthos macropodianus
- Adenanthos meisneri
- Adenanthos obovatus
- Adenanthos oreophilus
- Adenanthos pungens
- Adenanthos sericeus
- Adenanthos stictus
- Adenanthos terminalis
- Adenanthos velutinus
- Adenanthos venosus

## Híbrids naturals
- Adenanthos × cunninghamii
- Adenanthos × pamela